# Marstrand
Marstrand est une localité suédoise de 1 319 habitants faisant partie de la commune de Kungälv, dans la province historique de Bohuslän et le Comté de Västra Götaland. Elle se situe à 30 km à vol d'oiseau au nord-ouest de Göteborg (mais environ 45 km par la route), sur les îles de Marstrandsö et Koö dans l'archipel du Bohuslän.

## Histoire
Fondée au Moyen Âge (1230) sur une île rocheuse du Kattegatt par le roi norvégien Håkon Håkonsson, la ville a d'abord été un important point stratégique illustré par la présence du Fort de Carlsten, ainsi qu'un port de pêche. Elle a connu plusieurs phases d'essor à travers les siècles, tous liés aux périodes d'affluence du hareng. Ainsi, elle est assiégée en 1677 durant la guerre de Scanie, sa reddition permettant ensuite aux Danois de bloquer Göteborg. En 1775, le roi Gustave III y institue un port franc, qui dure jusqu'en 1794. Le port franc de Marstrand (en) reste sous l'autorité de la couronne suédoise et très encadré.
De nos jours, la ville ne vit cependant plus de la pêche mais du tourisme.

## Géographie

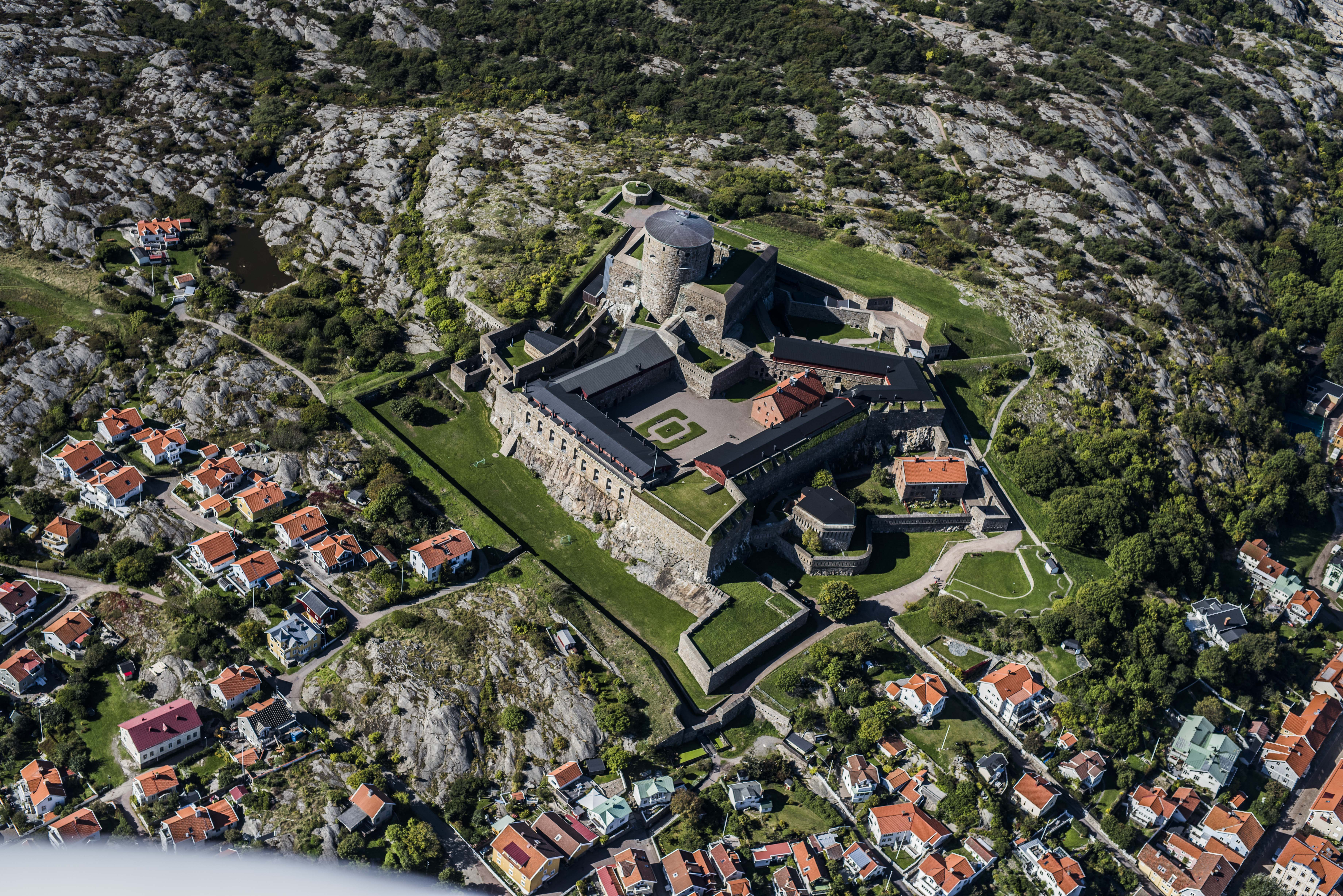
Fort de Carlsten.

Grâce à ses belles maisons en bois de la belle époque, riches en détails tarabiscotés (la ville fut un lieu de villégiature très prisé par le roi Oscar II de Suède), grâce à sa situation sur le Cattégat et à ses roches polies par la mer, Marstrand est une des destinations touristiques les plus appréciées de la côte ouest suédoise. Les activités nautiques y sont particulièrement développées. L'archipel environnant, parsemé de myriades d'îlots rocheux et d'écueils, rend la navigation difficile mais offre quantités de mouillages abrités et de marinas, ce qui a fait de Marstrand un haut-lieu de la navigation à voile où se rencontrent des plaisanciers de toute la Scandinavie. Des régates d'importance internationale sont organisées annuellement.
La partie la plus ancienne de Marstrand présente encore une structure médiévale. Le Fort de Carlsten (XVIIIe siècle) domine la ville depuis son emplacement au sommet de l'île de Marstrand. L'île étant haute de plus de 82 m, les murs du fort se dressent jusqu'à 130 m au-dessus du Cattégat.

## Démographie
La population de la ville, de 1 319 habitants en 2010, se maintient depuis plusieurs décennies. On comptait en effet 1 150 habitants en 1980 et 1 158 habitants en 1960.

## Transports
La ville a la particularité de se répartir sur deux îles, les îles Marstrandsö et Koö. Koö est l'île principale, reliée au continent par une route passant d'îlot en îlot par une enfilade de ponts. L'île Marstrandsö, située en face de la première, n'est accessible que par bac à câble, car il n'y a pas de pont entre les deux îles. Si les véhicules de livraison ou d'urgence peuvent emprunter le bac pour se rendre sur Marstrandsö, aucune voiture n'y est admise à demeure.

## Dans la culture
C'est dans un Marstrand hivernal du Moyen Âge que se déroule l'histoire du court roman Les écus de messire Arne (Herr Arnes penningar, 1904) de Selma Lagerlöf,. Le roman a été adapté à l'écran par Mauritz Stiller dans un film muet de 1919.